# Lavaveix-les-Mines
Lavaveix-les-Mines är en kommun i departementet Creuse i regionen Nouvelle-Aquitaine i de centrala delarna av Frankrike. Kommunen ligger i kantonen Chénérailles som tillhör arrondissementet Aubusson. År 2022 hade Lavaveix-les-Mines 642 invånare.

## Befolkningsutveckling
Antalet invånare i kommunen Lavaveix-les-Mines
Referens:INSEE